# Directiva Europea sobre Máquinas
La Directiva de Máquinas (más formalmente conocida como la Directiva 2006/42/EC del Parlamento Europeo y del Consejo del 17 de mayo de 2006 relativa a las máquinas) es una directiva de la Unión Europea sobre maquinaria y ciertas partes de las mismas. Su objetivo principal es garantizar un nivel de seguridad común en la maquinaria comercializada o puesta en servicio en todos los Estados miembros y garantizar la libertad de movimiento dentro de la Unión Europea al establecer que "los estados miembros no prohibirán, restringirán ni impedirán la puesta en el mercado y/o la puesta en servicio en su territorio de máquinas que cumpla con la Directiva".

## Directivas económicas europeas
Las directivas económicas se aplican a los productos. Se tomaron bajo el nuevo enfoque para facilitar la libre circulación de bienes y productos en la Unión Europea mediante la eliminación de las barreras al comercio en el mercado europeo. La particularidad de estas directrices es que establecen los requisitos básicos o Requisitos Esenciales de Seguridad y Salud (ESHR) que se aplican a todos los fabricantes que deseen poner sus productos en el mercado europeo. Si un producto cumple los requisitos esenciales de seguridad y salud, puede comercializarse.
Una forma de demostrar el cumplimiento de los ESHR puede ser mediante el cumplimiento de las normas europeas armonizadas o cualquier otra solución que permita demostrar un nivel de seguridad similar.
En consecuencia, la Directiva de Máquinas pertenece a la legislación económica. Se aplica a los productos diseñados para ser vendidos (o habilitados) en la Unión Europea por primera vez. Se dirige a los fabricantes, importadores y distribuidores de maquinaria y componentes de seguridad y se aplica a los equipos nuevos. Esta directiva armoniza el nivel de seguridad de los productos diseñados y fabricados por diferentes fabricantes. Las máquinas ya instaladas quedan fuera del ámbito de aplicación de esta Directiva, porque ya están en el mercado. La reventa de máquinas usadas se rige por las leyes nacionales.

## Alcance
La directiva se aplica a la maquinaria, así como a los equipos intercambiables, los componentes de seguridad, los accesorios de elevación, las cadenas/cuerdas/cinchas, los dispositivos de transmisión mecánica extraíbles y la maquinaria parcialmente terminada.
La maquinaria que está cubierta por directivas más específicas está excluida del ámbito de aplicación de esta directiva. Las máquinas excluidas del alcance incluyen:
- tractores agrícolas y forestales
- vehículo de motor y sus remolques
- determinados productos eléctricos y electrónicos, como electrodomésticos o equipos de oficina